# 13 Great Stories of Science Fiction
13 Great Stories of Science Fiction là một tuyển tập các truyện ngắn khoa học viễn tưởng được biên tập bởi Groff Conklin. Cuốn sách được xuất bản lần đầu dưới dạng bìa mềm bởi Fawcett Gold Medal vào tháng 5 năm 1960 và được Fawcett Gold Medal tái bản vào tháng 9 năm 1962, 1964, tháng 12 năm 1969 và tháng 7 năm 1979. Ấn bản bìa cứng đầu tiên được xuất bản bởi White Lion vào năm 1972. Ấn bản đầu tiên ở Anh được phát hành bởi Coronet vào năm 1967 và tái bản vào năm 1972 và 1973.
Cuốn sách thu thập mười ba tiểu thuyết và truyện ngắn của nhiều tác giả khoa học viễn tưởng khác nhau, cùng với phần giới thiệu của người biên tập. Các câu chuyện trước đây đã được xuất bản từ năm 1946-1957 trên nhiều tạp chí khoa học viễn tưởng và các tạp chí khác.

## Nội dung
- "Introduction" (Groff Conklin)
- "The War Is Over" (Algis Budrys)
- "The Light" (Poul Anderson)
- "Compassion Circuit" (John Wyndham)
- "Volpla" (Wyman Guin)
- "Silence, Please!" (Arthur C. Clarke)
- "Allegory" (William T. Powers)
- "Soap Opera" (Alan Nelson)
- "Shipping Clerk" (William Morrison)
- "Technological Retreat" (G. C. Edmondson)
- "The Analogues" (Damon Knight)
- "The Available Data on the Worp Reaction" (Lion Miller)
- "The Skills of Xanadu" (Theodore Sturgeon)
- "The Machine" (Richard Gehman)